# Toronto Football Club

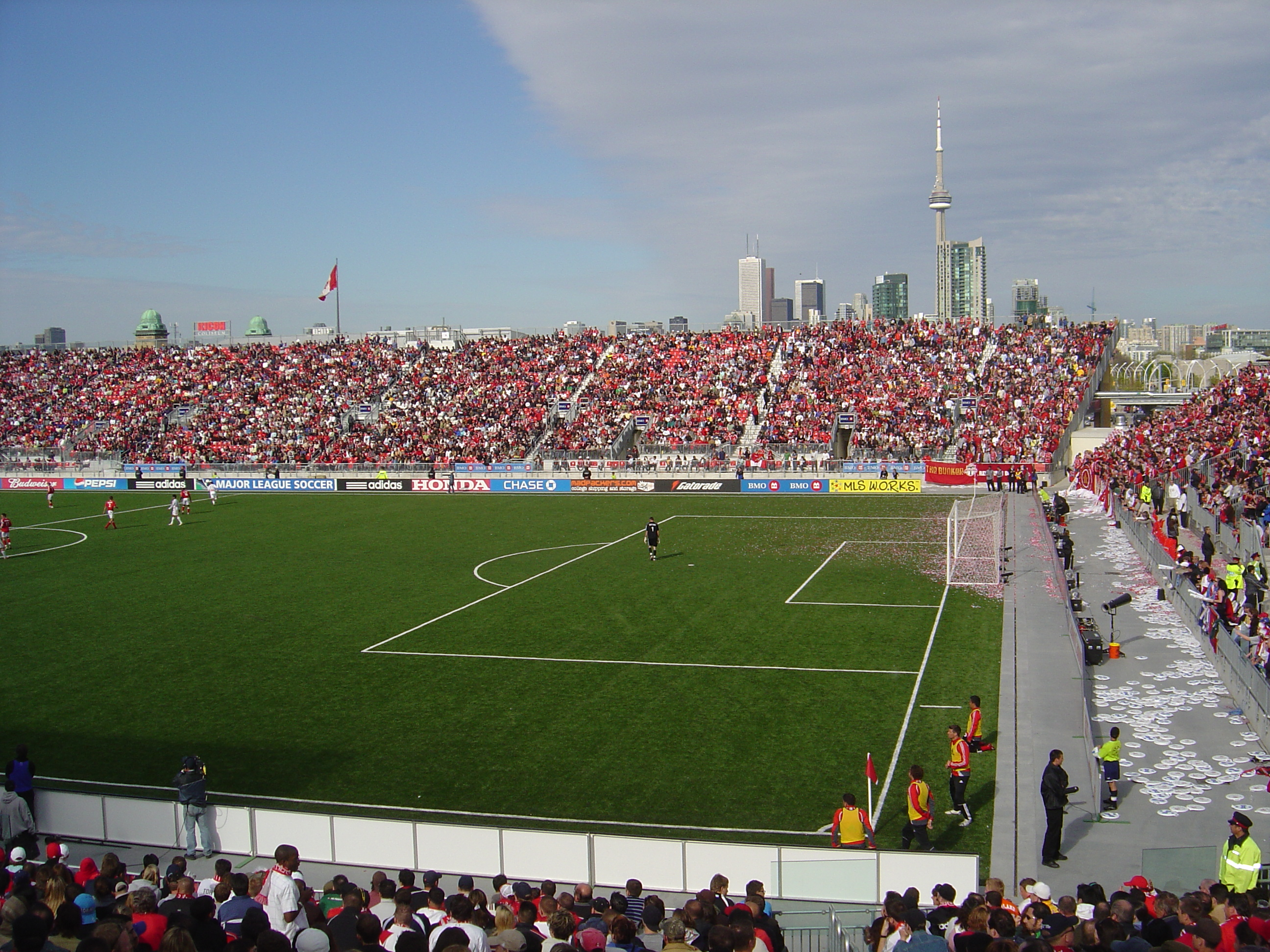
BMO Field

El Toronto Football Club és un club de futbol professional de la ciutat de Toronto (Ontàrio, Canadà), equip de la Major League Soccer des de 2006. El club té la seu al nou estadi específic de futbol BMO Field de Toronto de 20.500 espectadors. L'equip juga amb samarreta i pantalons de color vermell. El seu principal rival és el Montreal Impact.

## Història
El club fou fundat el 2006, el primer any va esgotar tots els abonaments per la gran acollida que va tenir i va ser un èxit econòmic, fins i tot hi va haver una llista d'espera de 9.000 aficionats. El seu futbol base és la TFC Academy, que juga a la Canadian Soccer League al Lamport Stadium de Toronto. És un dels clubs amb més afició de la lliga per la seva alta assistència a l'estadi i sovint són acusats de ser massa apassionats i violents.
El nom del club es va decidir per una enquesta entre els aficionats que havien de triar entre "Toronto Nationals," "Inter Toronto," "Toronto Reds," "Toronto FC," i "Toronto Barons." El 40% dels votants van triar el FC, l'opció guanyadora, i ara el club es coneix com el TFC o els reds (vermells) pels seus colors.
El 2017 el Toronto FC va guanyar la Copa MLS i l'Escut dels seguidors de l'MLS.

## Palmarès
- Copa MLS (1): 2017.
- Escut dels seguidors de l'MLS (1): 2017.

## Entrenadors
- Mo Johnston (2006-2008)
- John Carver (2008-2009)
- Chris Cummins (2009-2011)
- Aron Winter (2011-2012)
- Paul Mariner (2012)
- Ryan Nelsen (2013-2014)
- Greg Vanney (2014-2020)
- Chris Armas (2021)
- Javier Pérez (2021)
- Bob Bradley (2021-2023)
- Terry Dunfield (2023) (interí)
- John Herdman (2023-2024)

## Futbolistes destacats
- Jeff Cunningham (2007-2008)
- Maurice Edu (2007-2008)
- Julius James (2008)
- Ronnie O'Brien (2007)
- Chris Pozniak (2007)
- Laurent Robert (2008)
- Carlos Ruíz (2008)
- Collin Samuel (2007-2008)
- Jarrod Smith (2008)
- Olivier Tébily (2008)
- Andy Welsh (2007)